# Железногорская епархия
Железного́рская епа́рхия — епархия Русской Православной церкви, объединяющая приходы в северо-западной части Курской области (в границах Дмитриевского, Железногорского, Конышевского, Льговского, Фатежского и Хомутовского районов). Входит в состав Курской митрополии.

## История
26 июля 2012 года решением Священного Синода Русской православной церкви была учреждена Железногорская епархия, путём выделения её из Курской епархии. В пределах Курской области была образована Курская митрополия, включающая в себя Курскую, Железногорскую и Щигровскую епархии.

## Епископы
- 1 сентября 2012 — 26 апреля 2020 — Вениамин (Королёв) †
- 26 апреля — 25 августа 2020 — Герман (Моралин) в/у, митрополит Курский
- с 25 августа 2020 — Паисий (Юрков)

## Благочиния
Епархия разделена на 6 церковных округов:
- Дмитриевское благочиние
- Железногорское благочиние
- Конышевское благочиние
- Льговское благочиние
- Фатежское благочиние
- Хомутовское благочиние